# Tell Me Why (Beatles-dal)
A Tell Me Why az angol rockegyüttes, a The Beatles dala az A Hard Day's Night című brit albumukról. Észak-Amerikában az A Hard Day's Night amerikai változatán és a Something New albumon is
megtalálható. Lennon–McCartney szerzeményként hivatkoznak rá, de valójában John Lennon írta Párizsban vagy New Yorkban, és nyolc felvétel alkalmával rögzítették 1964. február 27-én.

## A dal szerkezete
Paul McCartney így nyilatkozott egyszer a dallal kapcsolatban:
"Szerintem a "Tell Me Why" és a hasonló számok a John és Cynthia közt a valóságban is lezajlott viták emlékeiről szólnak, bár ez a lehetőség csak jóval később merült fel bennünk."
Lennon egy interjúban úgy jellemezte a dalt, mint "egy New York-i néger lányegyüttes száma". Egyszerű doo-wop akkordváltásokból és a vokáltömbök álló szerkezet egy sétáló basszuson keresztül "bizonyítékát adja a Beatles páratlan ritmikai variálóképességének."
A dal D-dúr hangnemben szól. John, Paul és George háromszólamú vokált énekelnek. A kórusban John énekhangja magasabban helyezkedik el, mint George-é, és ebben a szokatlan esetben esetben Paul vokáljánál.

## Filmbeli megjelenése
A Tell Me Why a The  Beatles debütáló nagyjátékfilmjében, az Egy nehéz nap éjszakájában is elhangzik. A dal a "stúdió koncert" jelenet része volt, amelyet a londoni Scala Színházban forgattak, 1964. március 31-én. Ez az egyetlen alkalom, amikor a dalt élő közönség előtt adták elő, amely 350 fizetett színészből állt és a közönség sorai között ült az akkor tizenhárom éves Phil Collins is. A dalra a The Beatles tátogott, és a saját énekhangjukat az utószinkron során adták hozzá.

## Album megjelenései
- Az A Hard Day's Night brit kiadású nagylemezen.
- A brit Extracts from the Film A Hard Day's Night középlemezen.
- Az A Hard Day's Night amerikai kiadású nagylemezen.
- A Something New című észak-amerikai nagylemezen.
- A Parlophone által kiadott If I Fell kislemez B-oldalaként.[8] Egyike volt annak a három kislemeznek, amelyeket a Parlophone külföldre gyártott és nem a brit lemezpiacra.
- Az olasz és francia kiadású I Should Have Known Better kislemez B-oldalaként szerepel.[9]

## Közreműködött
Ian MacDonald szerint:
- John Lennon – ének, ritmusgitár
  - Lennon énekhangja a sztereó változatban duplázott, de a monó keverésben egy hangsávos ének hallható.
- Paul McCartney – vokál, basszusgitár
- George Harrison – vokál, szólógitár
- Ringo Starr – dob
- George Martin – zongora

## Feldolgozások
- The Beach Boys az 1965-ös Beach Boys' Party albumon feldolgozta a dalt.
- 2002-ben a The Punkles feldolgozta a slágert második albumukon, a Punk!-on.

## Fordítás
Ez a szócikk részben vagy egészben  a   Tell Me Why (Beatles song) című angol Wikipédia-szócikk fordításán alapul.  Az eredeti cikk szerkesztőit annak laptörténete sorolja fel. Ez a jelzés csupán a megfogalmazás eredetét és a szerzői jogokat jelzi, nem szolgál a cikkben szereplő információk forrásmegjelöléseként.

### Angol nyelvű
Spitz, Bob: The Beatles: The Biography. Boston: Little, Brown, 2005. ISBN 0-316-80352-9
Lewisohn, Mark: The Complete Beatles Recording Sessions. London: Hamlyn, 1988. ISBN 978-0-600-63561-1

### Magyar nyelvű
- Barry Miles: Paul McCartney; ford. Lénárt Levente; Cartaphilus, Budapest, 2009 (Legendák élve vagy halva) ISBN 978-963-2660-96-7
- Bánosi György – Tihanyi Ernő: Beatles zenei kalauz. Az együttzenélés és a szólóévek. 1958–1999. Budapest: Anno Kiadó, 1999. ISBN 963-853-895-3
- Ian Macdonald: A fejek forradalma. A Beatles és a hatvanas évek. (ford. Révbíró Tibor) Budapest: Helikon Kiadó, 2015. ISBN 978-963-227-468-3
- Marsi József: Beatles Kódex – A Beatles együttes teljes életművének enciklopédiája. (bővített kiadás) Budapest: Könyvműhely, 2022. ISBN 978-615-01-5036-9

## Külső hivatkozások
Allan W. Pollack megjegyzései a Tell Me Why című dalhoz
Dave Rybaczewski Tell Me Why elemzése
The Beatles - Tell Me Why a Youtube-on